# Geoff Brown
Geoffrey Edmund «Geoff» Brown (Murrurundi, Nova Gal·les del Sud, 4 d'abril de 1924) és una exjugador de tennis australià.
Va classificar-se per disputar un total de sis finals de Grand Slam: una individual, tres de dobles masculins i dues de dobles mixts, però malauradament no aconseguí imposar-se en cap d'elles. Va formar part de l'equip australià de Copa Davis.
Fou reclutat en la Royal Australian Air Force però fou desmobilitzat en finalitzar la guerra i va tornar a jugar a tennis.

## Torneigs de Grand Slam

### Individual: 1 (0−1)
| Resultat  | Núm. | Any  | Campionat | Oponent    | Marcador                |
| --------- | ---- | ---- | --------- | ---------- | ----------------------- |
| Finalista | 1.   | 1946 | Wimbledon | Yvon Petra | 2−6, 4−6, 9−7, 7−5, 4−6 |

### Dobles masculins: 3 (0−3)
| Resultat  | Núm. | Any  | Campionat                | Parella      | Oponents                   | Marcador                |
| --------- | ---- | ---- | ------------------------ | ------------ | -------------------------- | ----------------------- |
| Finalista | 1.   | 1946 | Wimbledon                | Dinny Pails  | Tom Brown Jack Kramer      | 4−6, 4−6, 2−6           |
| Finalista | 2.   | 1949 | Australian Championships | Bill Sidwell | John Bromwich Adrian Quist | 6−1, 5−7, 2−6, 3−6      |
| Finalista | 3.   | 1950 | Wimbledon (2)            | Bill Sidwell | John Bromwich Adrian Quist | 5−7, 6−3, 3−6, 6−3, 2−6 |

### Dobles mixts: 2 (0−2)
| Resultat  | Núm. | Any  | Campionat     | Parella               | Oponents                    | Marcador       |
| --------- | ---- | ---- | ------------- | --------------------- | --------------------------- | -------------- |
| Finalista | 1.   | 1946 | Wimbledon     | Dorothy Cheney        | Louise Brough Tom Brown     | 4−6, 4−6       |
| Finalista | 2.   | 1950 | Wimbledon (2) | Patricia Canning Todd | Louise Brough Eric Sturgess | 9−11, 6−1, 4−6 |

## Palmarès

### Equips: 2 (0−2)
| Resultat  | Núm. | Data                               | Torneig                             | Superfície | Equip                                | Oponents                                               | Marcador |
| --------- | ---- | ---------------------------------- | ----------------------------------- | ---------- | ------------------------------------ | ------------------------------------------------------ | -------- |
| Finalista | 1.   | 30 d'agost − 1 de setembre de 1947 | Copa Davis, Nova York, Estats Units | Gespa      | John Bromwich Colin Long Dinny Pails | Jack Kramer Gardnar Mulloy Frank Parker Ted Schroeder  | 1−4      |
| Finalista | 2.   | 4 − 6 de setembre de 1948          | Copa Davis, Nova York (2)           | Gespa      | Colin Long Adrian Quist Bill Sidwell | Gardnar Mulloy Frank Parker Ted Schroeder Bill Talbert | 0−5      |